# Skampålen
Skampålen (danska: Skamstøtten, engelska: Pillars of Shame) är en skulpturserie av den danske konstnären Jens Galschiøt. Skulpturerna är åtta meter höga och tillverkade av antingen brons, koppar eller betong och utformade som en monolit med figurer som klättrar på varandra.
Den första skulpturen visades i samband med World Food Summit i Rom 1996 och tre andra har sedan dess rests i Hongkong, Mexiko och Brasilien. De skall ses som en påminnelse om  förfärliga händelser som aldrig får upprepas.
Skulpturen i Hongkong restes i Victoria Park år 1997 som protest mot protesterna och massakern på Himmelska fridens torg åtta år tidigare. Den är tillverkad av betong och avbildar femtio personer som klättrar på varandra. Skulpturen har flyttats flera gånger, bland annat till University of Hong Kong där den har stått i 24 år. I oktober 2021 krävde universitetet att skulpturen skulle tas bort och på natten den 22 december samma år monterades den ned och transporterades bort.
Skulpturen i Mexiko står vid infarten till byn Acteal i Chiapas. Den restes år 1999 som protest mot den massaker som dödade 45 ursprungsamerikaner vid ett bönemöte 1997.

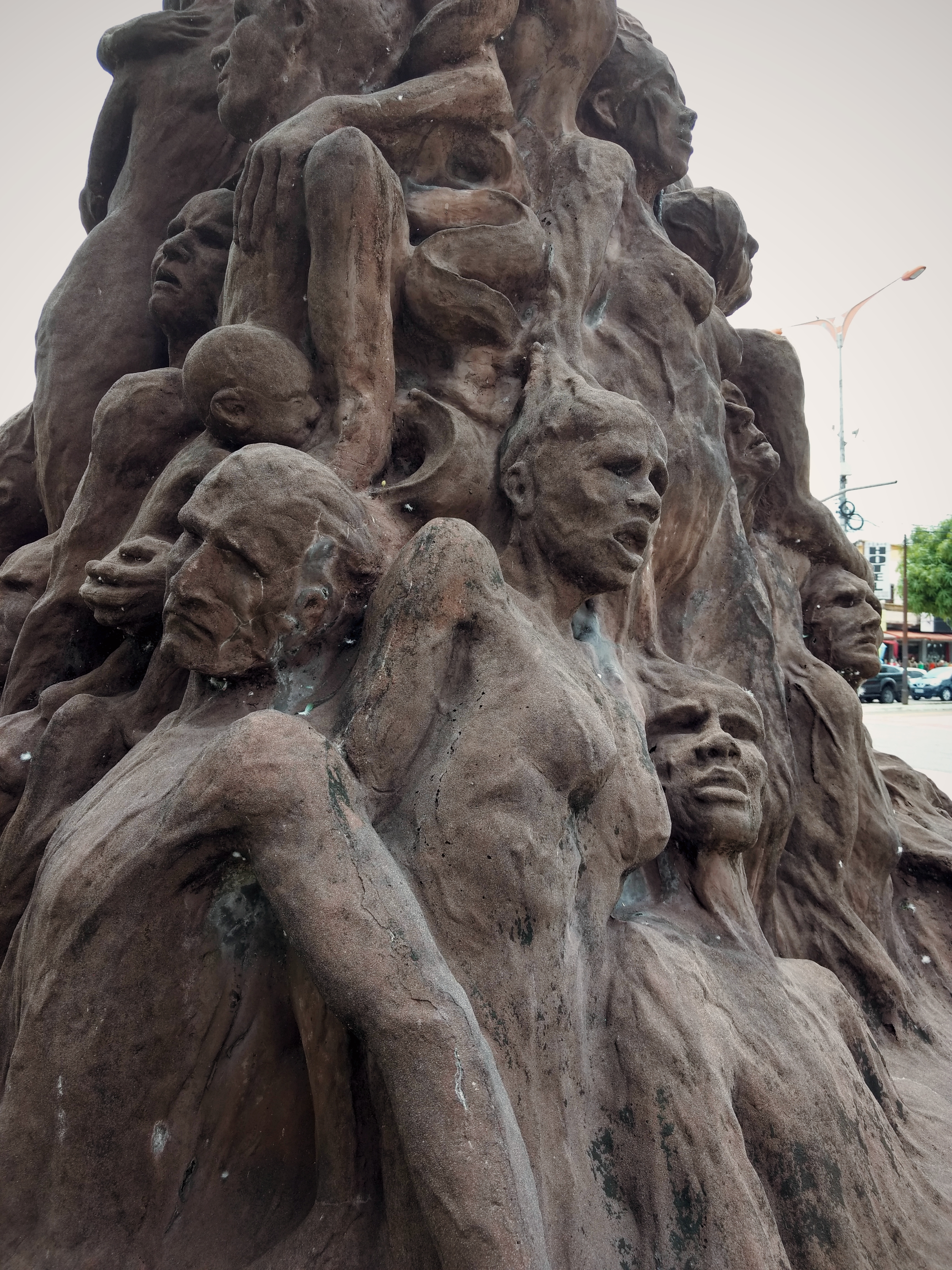
Skulpturen i Belém, detalj.

Skulpturen i Brasilien restes år 2000 i staden Belém i delstaten Pará till minne av nitton jordlösa bönder som dödades av militärpoliser den 17 april 1996.